# Paul Cook

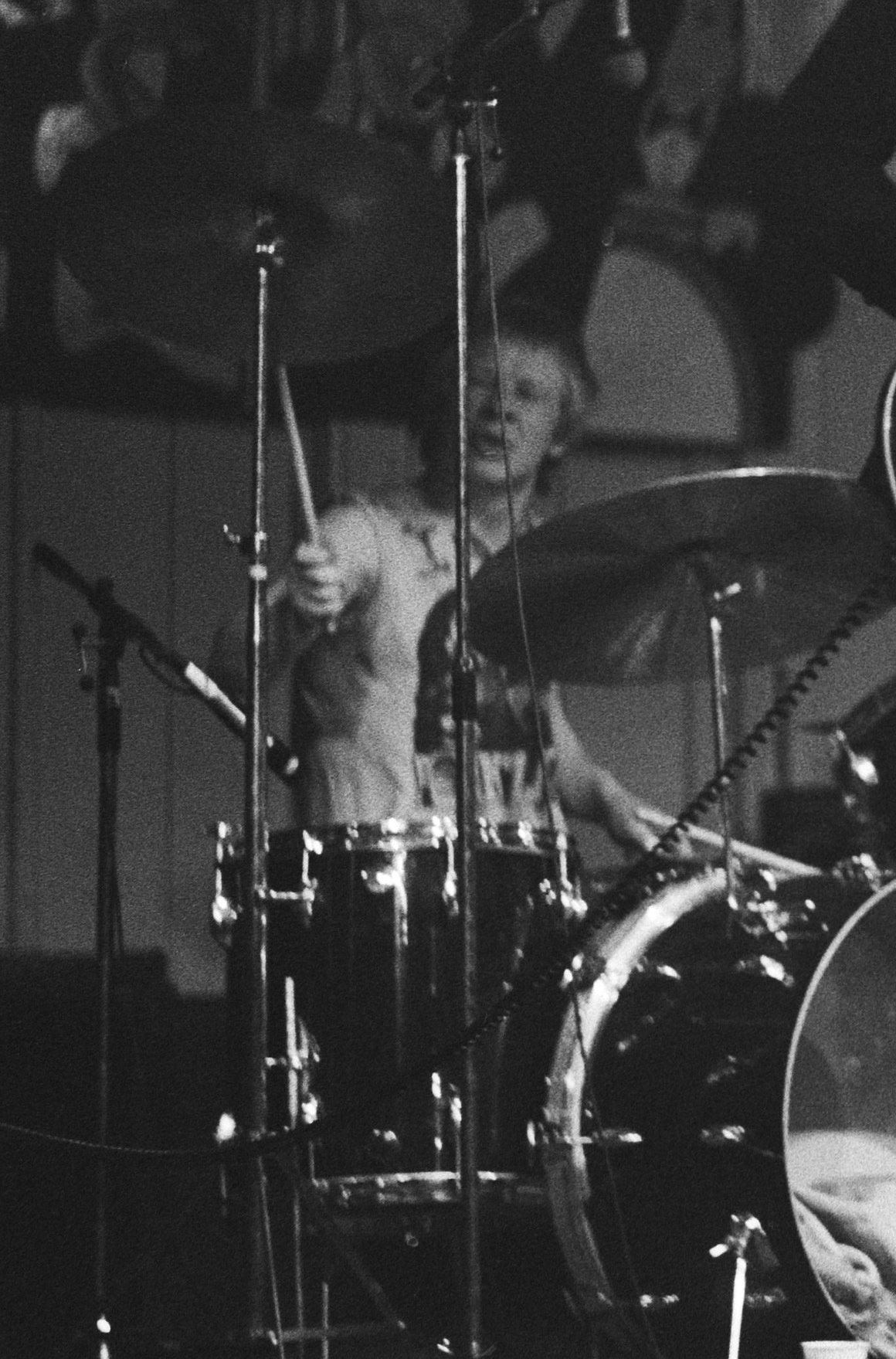
Paul Cook

Paul "Thomas" Cook (Londen, 20 juli 1956) is een Engels drummer die bekendheid verwierf door de punkband Sex Pistols, waarvan hij samen met Steve Jones een van de oprichters is.
Na het eerste album van de Sex Pistols speelde hij bij de punkband The Professionals, waar Steve Jones de zang voor zijn rekening nam, en nadien ook bij Chiefs of Relief.
Cook was van 2004 tot en met 2010 actief in Man-Raze, een driekoppige alternatieve-rockband, waarvan Phill Collen, de leadgitarist van Def Leppard, zanger was. Na een reünie in 2007 werd hij (ook) weer actief in de Sex Pistols.
Cook woont in Shepherd's Bush, een kleine deelgemeente van Londen, waar hij met zijn vrouw Jeni en hun dochter Holie woont. Verder speelt Cook voetbal bij Hollywood United, een amateurploeg uit de Amerikaanse staat Californië.
- Bibsys: 7050235
- Biblioteca Nacional de España: XX893759
- Bibliothèque nationale de France: cb140516072 (data)
- Gemeinsame Normdatei: 140534636
- International Standard Name Identifier: 0000 0001 1438 3434
- Library of Congress Control Number: no00099924
- MusicBrainz: 0d352490-3cc7-43fc-b824-8aa8c9c855e1
- Nationale Bibliotheek van Tsjechië: xx0094386
- Nationale Bibliotheek van Polen: a0000002121898
- Istituto Centrale per il Catalogo Unico: DDSV084594
- Système universitaire de documentation: 235914959
- Virtual International Authority File: 14975361
- WorldCat: E39PBJrKW9rTGgR4Vtwk98yw4q